# 층류
층류(laminar flow)란 유체가 평행한 층을 이루어 흐르며, 이 층 사이가 붕괴되지 않음을 의미한다. 유체 동역학에서는, 유체가 모멘텀 확산이 높고, 모멘텀 대류가 낮으며, 압력 및 속도가 시간에 무관한 유동을 층류라고 한다. 이 용어는 난류와 반대되는 용어이다.
예를 들어, 항공기의 날개 주위를 흐르는 공기 유동을 생각해 보자. 날개의 표면에는 경계층(boundary layer)이라고 부르는 아주 얇은 공기의 층이 형성된다. 공기는 점성이 있기 때문에, 이 경계층은 날개에 부착되어 있게 된다. 날개가 공기 중에서 앞으로 전진할 때, 경계층은 최초에는 날개의 유선(stream line) 형상을 따라 흐르게 된다. 바로 이러한 유동을 층류라고 하며, 이러한 경우의 경계층을 층류 경계층(laminar layer)이라고 한다.
일상에서 층류와 난류를 목격할 수 있는 예는 바람이 전혀 없는 조건에서 공중으로 올라가는 담배 연기의 예이다. 이런 조건에서 담배 연기는 처음 어느 정도의 높이까지는 수직으로, 흐트러짐이 전혀 없이 올라가다가(층류) 어느 순간 그 흐름이 흐트러지게 된다(난류).

## 구분 기준
어떤 유동이 층류인지 난류인지를 기술하는 데에 중요한 인자가 되는 것이 무차원 수(dimensionless number)인 레이놀즈 수이다.
관수로 흐름의 경우 레이놀즈 수가 2100 이하이면 층류, 2900에서 4000 사이이면 천이 영역, 4000 이상이면 난류라고 한다. 명확한 구분은 없어서 어떤 경우는 2000에서 4000 사이를 천이 영역으로 보기도 한다. 개수로의 경우 {\displaystyle Re={\frac {VD}{\nu }}=500} 이하이면 층류라고 한다. 이때 D는 관 직경이 아니라 개수로이므로 동수반경 R을 사용한다.
레이놀즈 수가 1보다 훨씬 작은 경우는 스토크스 유동(Stokes flow)이 된다. 이는 층류의 극단적인 경우로서, 유동에서 관성에 의한 힘(inertial force)보다 점성에 의한 힘(viscous force)의 효과가 훨씬 큰 경우이다.

## 관수로의 층류 흐름

### 유속 분포

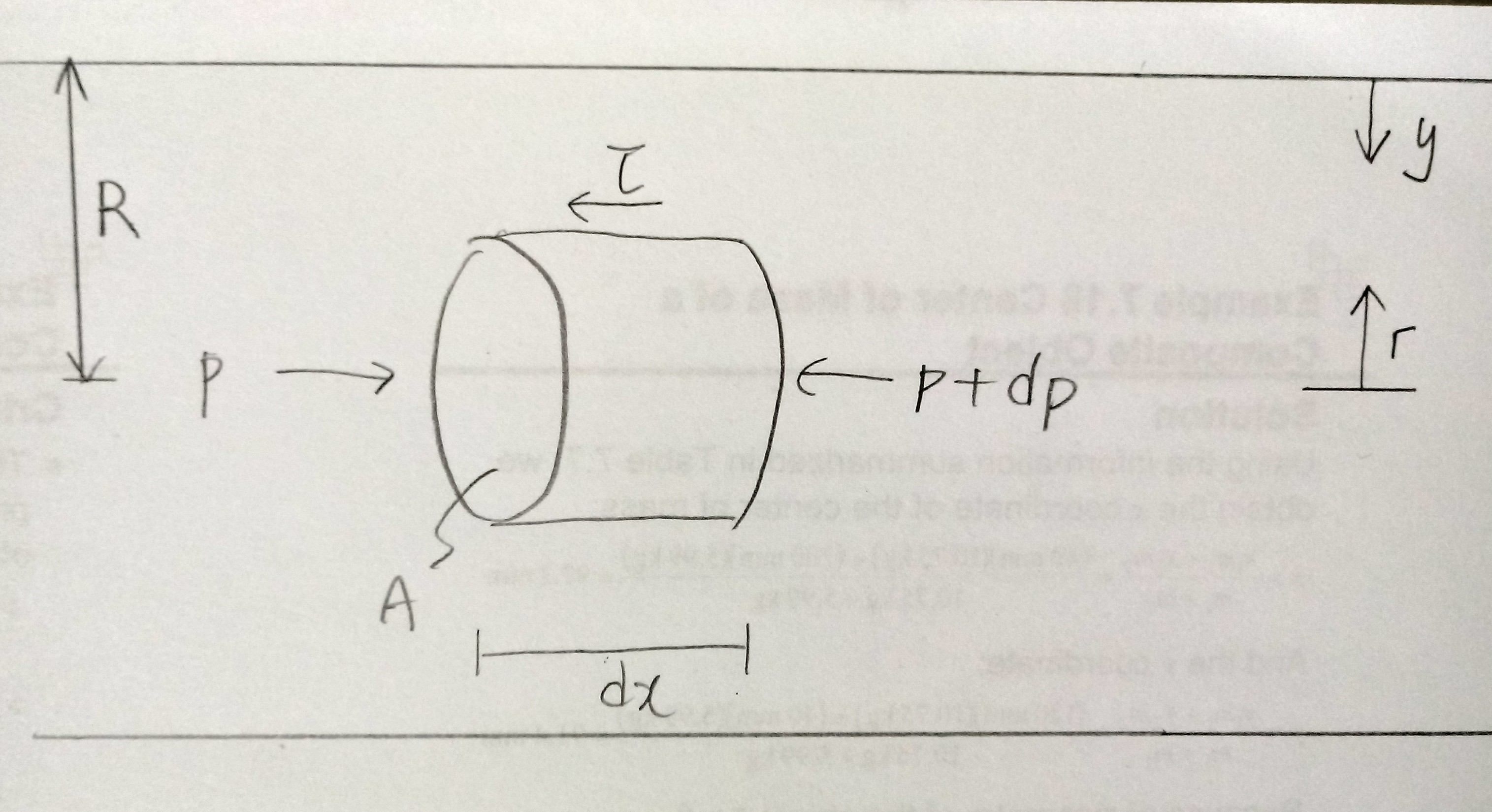
관수로 내 검사체적

관수로 내 완전 발달한 비압축성 층류 흐름에 대한 유속 분포를 구하기 위해 그림과 같은 미소 요소를 도입한다. 미소 요소에 x 방향으로 운동량 방정식을 적용하면 x 방향으로 가속도가 없으므로 알짜힘도 0이다.
{\displaystyle \Sigma F_{x}=0}
{\displaystyle pA-\tau 2\pi rdx-(p+dp)A=0}
전단 응력에 대해 정리하면 {\displaystyle \tau =-{\frac {dp\cdot r}{dx\cdot 2}}}이고, 층류의 점성 법칙에 의해 {\displaystyle \tau =\mu {\frac {du}{dy}}}이다. y=R-r이고 dy=-dr이므로 뉴턴의 점성 법칙 즉, {\displaystyle \tau =-\mu {\frac {du}{dr}}}이다.
전단 응력에 대해 정리한 식과 점성 법칙을 결합하면
{\displaystyle {\frac {du}{dr}}={\frac {1}{2\mu }}{\frac {dp}{dx}}r}이고, 압력 경사 dp/dx는 r과 무관하므로 상수로 취급하고 식을 적분한다.
{\displaystyle u={\frac {1}{4\mu }}{\frac {dp}{dx}}r^{2}+C}
상수 C를 구하기 위해 관과 접하는 부분(r=R)에서의 유속을 생각해보면 u=0이다. 대입 후 식을 정리하면 포물선의 유속 분포는 다음과 같다.
{\displaystyle u=-{\frac {1}{4\mu }}{\frac {dp}{dx}}R^{2}\left(1-{\frac {r^{2}}{R^{2}}}\right)\qquad \cdots (4)}
수평관의 경우 {\displaystyle {\frac {dp}{dx}}={\frac {p_{2}-p_{1}}{l}}=-{\frac {\gamma h_{L}}{l}}}이므로
{\displaystyle u={\frac {\gamma h_{L}}{4\mu l}}R^{2}\left(1-{\frac {r^{2}}{R^{2}}}\right)\qquad \cdots (5)}이고, 이 식으로 표현되는 층류를 하겐-푸아죄유(Hagen-Poiseuille) 흐름이라고 한다.

### 최대 유속
관수로에서는 관 중심에서 유속이 최대이다. 즉 r=0일 때, u=umax이다. (4), (5)식에 대입하면
{\displaystyle u_{max}=-{\frac {1}{4\mu }}{\frac {dp}{dx}}R^{2}}
{\displaystyle u_{max}={\frac {\gamma h_{L}}{4\mu l}}R^{2}}
따라서 관수로에서 층류 유속 분포 식 (5)를 umax로도 나타낼 수 있다.
{\displaystyle u=u_{max}\left(1-{\frac {r^{2}}{R^{2}}}\right)}

### 평균 유속
평균 유속을 구하기 위해 유량을 먼저 구한다.
{\displaystyle {\begin{matrix}Q&=&\int _{A}udA=\int _{0}^{R}u_{max}\left(1-{\frac {r^{2}}{R^{2}}}\right)2\pi rdr\\&=&{\frac {1}{2}}u_{max}\pi R^{2}\end{matrix}}}
{\displaystyle V={\frac {Q}{A}}={\frac {1}{2}}u_{max}}
식으로부터 관수로의 평균 유속은 관 중심에서 최대 유속의 절반이 됨을 알 수 있다.

### 마찰손실계수
umax=2V이므로 {\displaystyle u_{max}={\frac {\gamma h_{L}}{4\mu l}}R^{2}}에 대입하면 {\displaystyle V={\frac {\gamma h_{L}}{8\mu l}}R^{2}}이다. R=d/2를 식에 대입하고 손실 수두 hL에 대해 정리하면 다음과 같다.
{\displaystyle h_{L}={\frac {64\mu }{\rho Vd}}{\frac {l}{d}}{\frac {V^{2}}{2g}}}
이를 Darcy-Weisbach 식과 비교하면 마찰손실계수 {\displaystyle f={\frac {64\mu }{\rho Vd}}={\frac {64}{Re}}}이다. 앞서 마찰손실계수 실험에서 층류의 경우 마찰손실계수는 관의 조도와 상관 없이 레이놀즈 수에만 영향을 받는다고 하였는데, 유도된 식에서도 같은 결론을 얻을 수 있다.

## 같이 보기
- 푸아죄유의 법칙
- 난류 (역학)
- 천이 유동

## 참고 문헌
- 송재우 (2012). 《수리학》 3판. 구미서관. ISBN 978-89-8225-857-2.
- 김경호 (2010). 《수리학》 1판. 한티미디어. ISBN 978-89-6421-019-2.